# آي. جي. براون
آي. جي. براون (بالإنجليزية: I. G. Brown)‏ هو ضابط أمريكي، ولد في 11 يونيو 1915 في هت سبرينغز في الولايات المتحدة، وتوفي في 26 سبتمبر 1978 في Annandale, Virginia ‏ في الولايات المتحدة.